# پهنه آبی

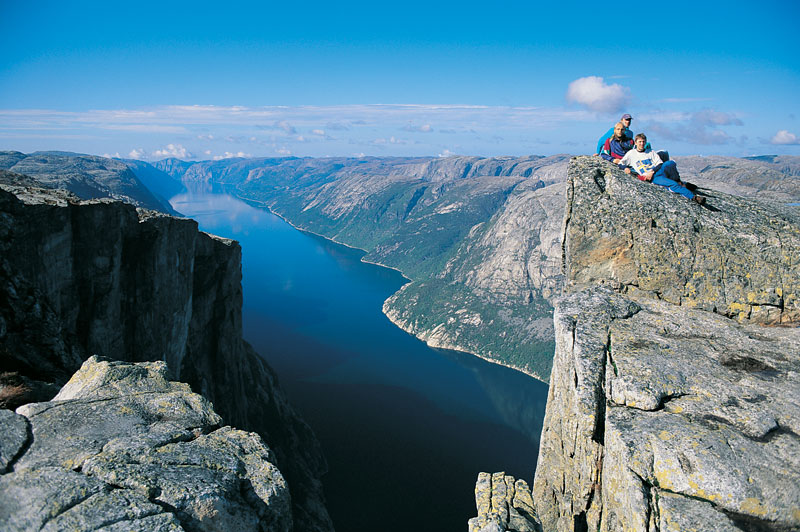
آبدره لیس‌فیورد در نروژ نمونه‌ای از یک پهنهٔ آبی است.

پهنهٔ آبی یا پیکرهٔ آبی به هر انباشت قابل توجهی از آب، به‌طور کلی روی سطح یک سیاره، مثلاً زمین، را گویند. عبارت پهنهٔ آبی معمولاً به انباشت حجم زیادی از آب مانند اقیانوس‌ها و دریاها و دریاچه‌ها گفته می‌شود اما می‌تواند شامل انباشت‌های کوچک آب مانند آبگیرها و تالاب‌ها و چاله‌های آب نیز بشود. پهنهٔ آبی تنها شامل آب‌های ساکن یا محاصره‌شده نیست؛ از اینرو رودها و جویبارها و کانال‌ها و دیگر خصوصه‌های جغرافیایی که در آن‌ها آب از محلی به محل دیگر جابجا می‌شود نیز، به عنوان پهنه‌های آبی در نظر گرفته می‌شوند.
بیشتر پهنه‌های آبی به صورت طبیعی ایجاد شده‌اند، ولی بعضی از آن‌ها ساختهٔ دست بشر هستند. بعضی از پهنه‌های آبی می‌توانند هم طبیعی و هم ساختهٔ بشر باشند، برای مثال بیشتر مخازن سدها توسط سدهای مهندسی‌ساز به‌وجود آمده‌اند، ولی بعضی دیگر آبگیرهایی طبیعی هستند که به عنوان اندوختگاه آبی در نظر گرفته می‌شوند؛ یا مثلاً بعضی از بندرگاه‌ها در محیط طبیعی خلیج‌ها به‌وجود آمده‌اند، ولی بعضی دیگر ساخت علم مهندسی هستند.
پهنه‌های آبی که قابل‌کشتی‌رانی هستند را آبراه می‌نامند. بعضی از پهنه‌های آبی مانند رودها و روانه‌ها، آب را جمع‌آوری و جابه‌جا می‌کنند و بعضی دیگر مانند اقیانوس‌ها و دریاها، آب‌ها را نگه می‌دارند.